# Bordeus
Bordeus (antigament en català també Bordeu; en occità, Bordèu; en francès, Bordeaux) és una ciutat portuària i un municipi francès, situada a la riba de la Garona, al departament de la Gironda i a la regió de la Nova Aquitània.
La comuna de Bordeus té una població de 252.040 habitants (2016). Juntament amb els seus barris perifèrics i satèl·lits, la Métropole de Bordeus engloba 719.489 habitants. Amb 1.195.335 habitants a tota l'àrea metropolitana, és la sisena ciutat més gran de França, després de París, Marsella, Lió, Tolosa i Lilla.
La part històrica de la ciutat es troba a la llista del Patrimoni de la Humanitat de la UNESCO com "un destacat conjunt urbà i arquitectònic" del segle xviii. Després de París, Bordeus té el nombre d'edificis històrics conservats més gran de qualsevol ciutat de França. La ciutat és sovint anomenada "la perla d'Aquitània", tot i el seu sobrenom de "La Bella Dorment", que fa referència al seu centre històric i a llurs monuments, que fins fa poques dècades no eren prou ressaltats. El 1957 la ciutat va rebre el Premi Europa, juntament amb Torí.
En trobar-se a la Gascunya, centre d'una regió vinícola important, Bordeus continua sent una potència prominent i exerceix una influència significativa en la indústria vinícola mundial, encara que dins dels límits de la ciutat no s'hi produeixi vi. És la seu de la principal fira vinícola del món, Vinexpo, i l'economia del vi a l'àrea metropolitana rep uns 14.500 mil milions d'euros cada any. El vi de Bordeus ha estat produït a la regió des del segle viii.

## Geografia
És travessada pel riu Garona. Té un port accessible als vaixells, mes la major part s'aturen abans, a la Gironda, principalment a Verdon. Té el darrer pont sobre la Garona, el pont d'Aquitània, més enllà, el riu i, més tard, la Gironda solament és franquejable mitjançant transbordadors.
Després d'un ràpid període de despoblament i d'importants treballs de renovació dels barris més antics, la població de la ciutat s'ha estabilitzat. Al mateix temps, la seva àrea metropolitana es desenvolupa a un ritme ràpid, a causa d'una forta expansió urbanística. Aquesta expansió és deguda al fet que els habitatges rarament excedeixen de les dues o tres plantes, fins i tot en els suburbis pròxims al centre de la ciutat.
Després d'haver abandonat un projecte de metro lleuger automàtic del tipus VAL (Vehicle Automàtic Lleuger), la ciutat es va dotar d'una xarxa de tramvia, inaugurada el 21 de desembre de 2003. Una de les seves particularitats és l'absència de catenària en les zones turístiques, puix que els tramvies reben el forniment elèctric en el sòl.

## Demografia
Segons el cens de 1999, tenia 215.363 habitants en el districte municipal i 925.253 en l'àrea metropolitana. Al febrer de 2004, s'estimava una població d'uns 229.500 habitants a la ciutat.
| Evolució de la població |        |        |        |        |        |         |         |         |
| 1793                    | 1800   | 1806   | 1821   | 1831   | 1836   | 1841    | 1846    | 1851    |
| 104.676                 | 91.652 | 92.219 | 89.202 | 99.062 | 98.705 | 104.686 | 125.520 | 130.927 |

| 1856    | 1861    | 1866    | 1872    | 1876    | 1881    | 1886    | 1891    | 1896    |
| ------- | ------- | ------- | ------- | ------- | ------- | ------- | ------- | ------- |
| 149.928 | 162.750 | 194.241 | 194.055 | 215.140 | 221.305 | 240.582 | 252.415 | 256.906 |

| 1901    | 1906    | 1911    | 1921    | 1926    | 1931    | 1936    | 1946    | 1954    |
| ------- | ------- | ------- | ------- | ------- | ------- | ------- | ------- | ------- |
| 256.638 | 251.947 | 261.678 | 267.409 | 256.026 | 262.990 | 258.348 | 253.751 | 257.946 |

| 1962    | 1968    | 1975    | 1982    | 1990    | 1999    | 2006 | 2011 | 2016 |
| ------- | ------- | ------- | ------- | ------- | ------- | ---- | ---- | ---- |
| 249.688 | 266.662 | 223.131 | 208.159 | 210.336 | 215.374 | -    | -    | -    |

| 2019 | - | - | - | - | - | - | - | - |
| ---- | - | - | - | - | - | - | - | - |
| -    | - | - | - | - | - | - | - | - |

## Morfologia urbana

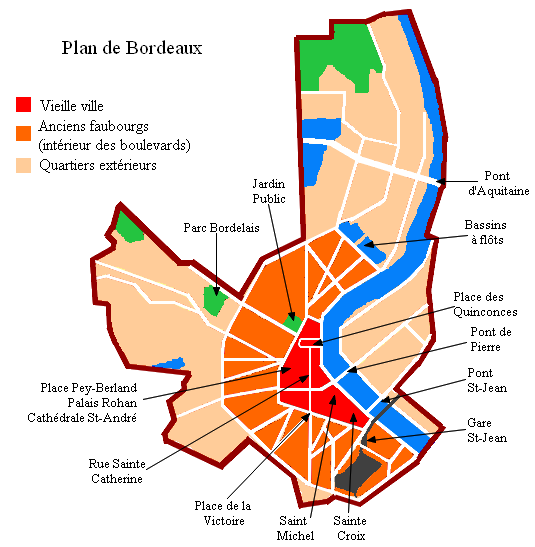
Mapa de Bordeus

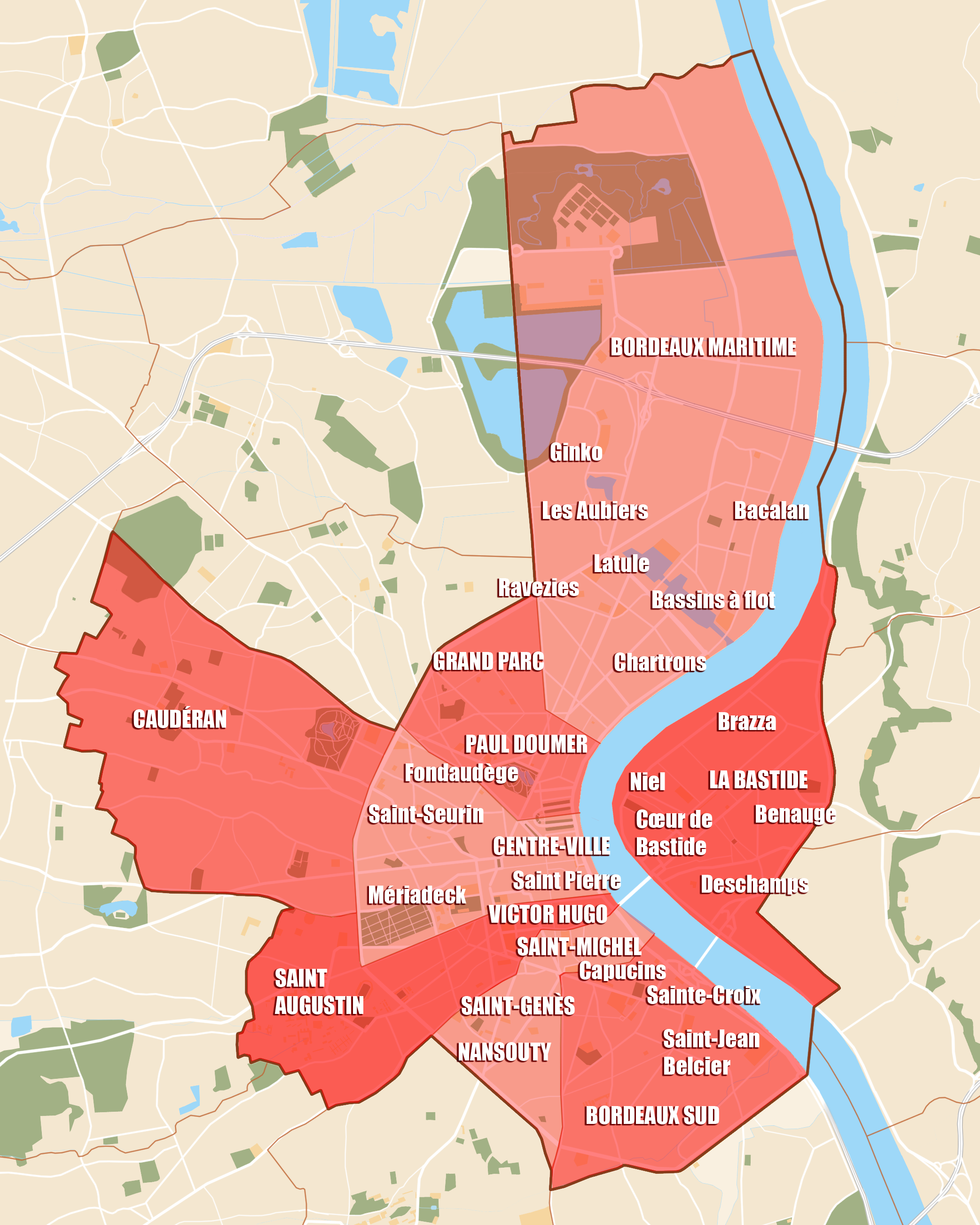
Quartiers (barris) de Bordeus

Des de 1995 el municipi de Bordeus és dividit en 12 barris (quartiers) que apleguen els fins a 22 barris històrics de la ciutat:
- Quartier du Lac
- Quartier de Bacalan
- Quartier Grand-Parc - Chartrons - Paul Doumer
- Quartier de la Bastide
- Quartier Hôtel de Ville - Quinconces - St-Pierre - St-Éloi
- Quartier St-Seurin - Fondaudège
- Quartier de Caudéran
- Quartier St-Augustin - Quintin-Loucheur - Tondu
- Quartier St-Bruno - St-Victor - Mériadeck
- Quartier Capucins - Victoire - St-Michel - Ste-Croix
- Quartier Nansouty - St-Genès - Simiot - Barrière de Toulouse
- Quartier St-Jean - Belcier - Carle Vernet - Albert 1er- Sacré Cœur

## Etimologia del nom
El primer nom de Bordeus fou Burdigala en l'època preromana. Etimològicament Burdigala fou potser un nom basc-aquità: Burdi (ferro) i Gala (fosa), per tant podria significar fosa de ferro, designant així el lloc on es forjaven les armes i els objectes de la vida quotidiana. El nom va evolucionar en Bordigala, fins a Bordèu en occità gascó, que va esdevenir Bordeaux en francès i Bordale en euskera. En català, la forma usada per la Gran Enciclopèdia Catalana és Bordeus, tot i que també cita la variant arcaica Bordel. En occità usual, estàndard i local es diu Bordèu (una variant occitana no local és Bordèus).
El topònim antic rau a l'origen del nom del Burdigalià, el segon estatge faunístic del Miocè.

## Història
Va ser fundada en el segle iii aC sota el nom de Burdígala pels Bituriges Vivisques, un poble gal de la regió de Bourges, dels que fou la capital. El primer emplaçament va estar situat en la desembocadura del Devèze, un afluent de la Garona. El naixement de la ciutat no està associat a les qualitats del lloc, ja que en la desembocadura estava sobre un pla amb aiguamolls pestilents. Durant la guerra címbria, els tigurins, comandats per Divicó van derrotar a Burdígala un exèrcit romà el 107 aC, i en la batalla van morir el cònsol Luci Cassi Longí i el general Luci Calpurni Pisó.
Sota els romans, fou un centre comercial. Ausoni (segle iv) era nascut a la ciutat i va escriure sobre ella un poema titulat Ordo Nobilium Urbium. Esmenta una font anomenada Divona que proveïa d'aigua a la ciutat. Un aqüeducte subterrani també li portava aigua.
Burdígala va ser la capital de la província romana de Gal·lia Aquitània.
Tètric I, governador d'Aquitània, fou proclamat emperador a la ciutat. Fou la capital de la província Aquitània Secunda (Metròpolis Civitas Burdegalensium). Fou ocupada pels visigots i inclosa al regne visigot de Tolosa i fou després possessió dels francs amb els quals va sorgir el ducat d'Aquitània.
Es conserva d'aquesta època l'amfiteatre (conegut com les Arènes o Palais Gallien). Un temple que es conservava va ser demolit durant el regnat de Lluís XVI de França.
Va ser saquejada per les tropes d'Abd-ar-Rahman ibn Abd-Al·lah al-Ghafiqí en 732, després d'haver derrotat en la batalla de la Garona al duc Eudes I d'Aquitània.
Fou un comtat del ducat d'Aquitània (Comtat de Bordeus).
El 1152 va tenir lloc a la catedral de Bordeus el casament d'Elionor d'Aquitània amb Enric II d'Anglaterra de resultes del qual el ducat d'Aquitània va esdevenir un feu del rei d'Anglaterra, situació que es va prolongar durant tres segles, del segle xii al xv, inclòs després de l'ofensiva francesa de 1369-1375, en la que els francesos reprenen als anglesos la quasi totalitat de les concessions fetes i de les terres posseïdes, excepcions fetes de Calais, Cherbourg, Brest, Bordeus, Baiona, i d'algunes fortaleses al Massís central.
Finalment caigué en mans franceses el 19 d'octubre d'1453, pocs mesos després de la derrota anglesa a la batalla de Castillon, donant per acabada la guerra dels cent anys, i s'aixequen el fort du Hâ i el Château-Trompette per dominar la ciutat.
El Château-Trompette fou pres pels rebels durant la Guerra de la Fronda en 1649, i és ampliat per Sébastien Le Prestre de Vauban en acabar el conflicte.
Durant el Renaixement sobresurt a Bordeus la personalitat de Michel de Montaigne. La primera edició dels seus famosos Assaigs es va publicar a Bordeus (1580).
El segle xviii va ser l'època daurada de la ciutat, a causa del comerç amb les Índies orientals. Els hotels dels molls procedeixen d'aquest període, durant el qual la ciutat va canviar completament la seva fesomia i es realitzaren grans obres, com la Plaça de la Borsa o el Gran Teatre, empreses pels intendents Claude Boucher i Louis-Urbain Aubert de Tourny.
A començaments del segle xix Bordeus va acollir nombrosos afrancesats espanyols que s'hi refugiaren, com Francisco de Goya o Leandro Fernández de Moratín
L'any 1822 es va construir el primer pont sobre el riu Garona, l'anomenat Pont de Pedra.
Durant la Primera Guerra Mundial el govern francès es va retirar a aquesta ciutat el últims mesos de l'any 1914. Durant la Segona Guerra Mundial va ser ocupada pels alemanys el 1941 i alliberada el 1944.
Bordeus també va ser ciutat d'acollida per a nombrosos exiliats republicans espanyols i catalans.
La segona meitat del segle xx va estar molt marcada per la llarga l'alcaldia de Jacques Chaban Delmas, durant la qual es va crear (1967) la Comunitat Urbana de Bordeus, agrupant la ciutat amb els municipis de l'entorn.

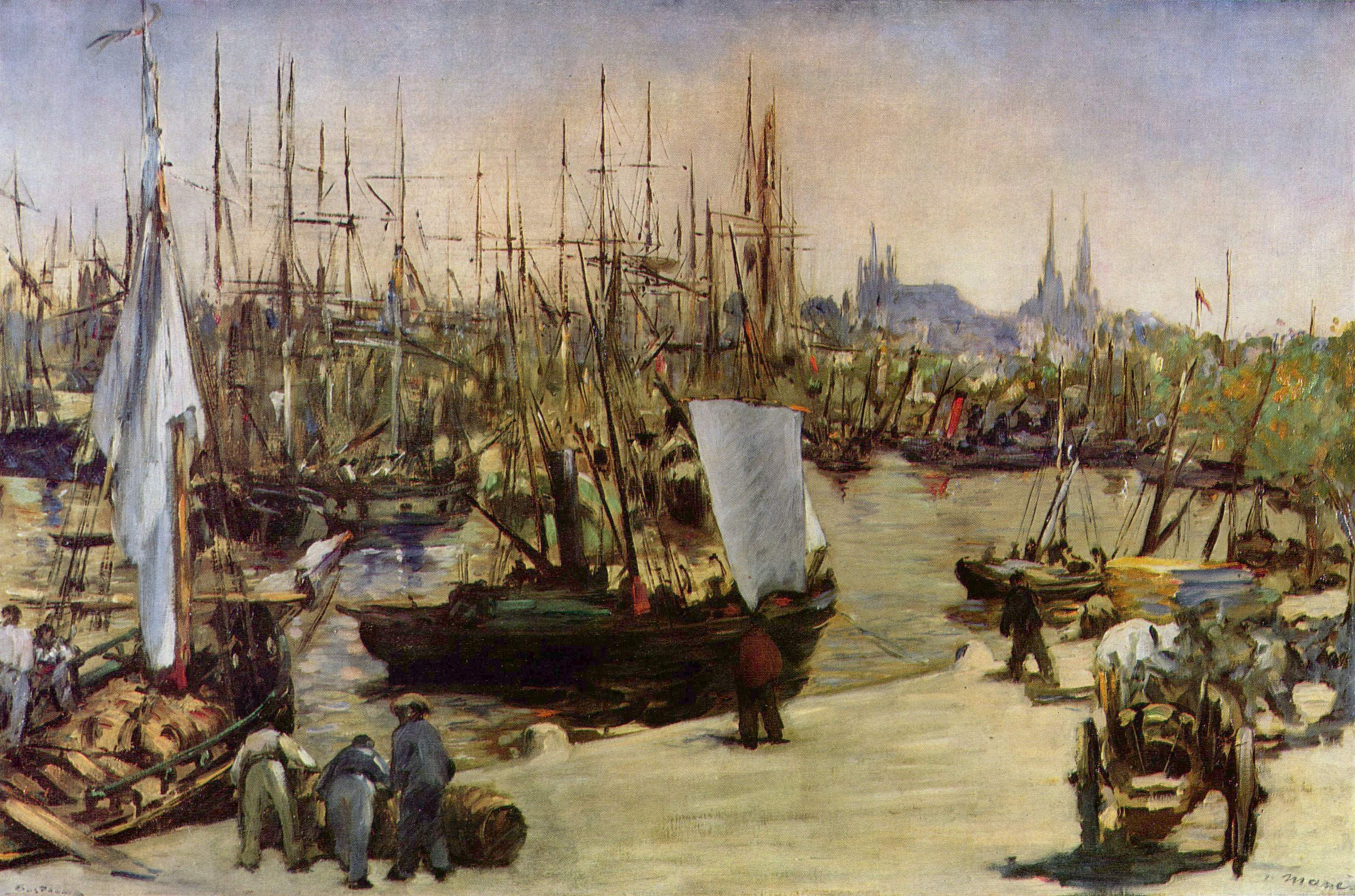
Edouard Manet:Port a Bordeus, 1871

## Administració
| Període   | Identitat             | Partit |
| --------- | --------------------- | ------ |
| 1947-1995 | Jacques Chaban-Delmas | RPR    |
| 1995-2004 | Alain Juppé           | RPR    |
| 2004-2006 | Hugues Martin         | UMP    |
| 2006-2019 | Alain Juppé           | UMP    |
| 2019-2020 | Nicolas Florian       | LR     |
| 2020-     | Pierre Hurmic         | EELV   |

## Viti - vinicultura

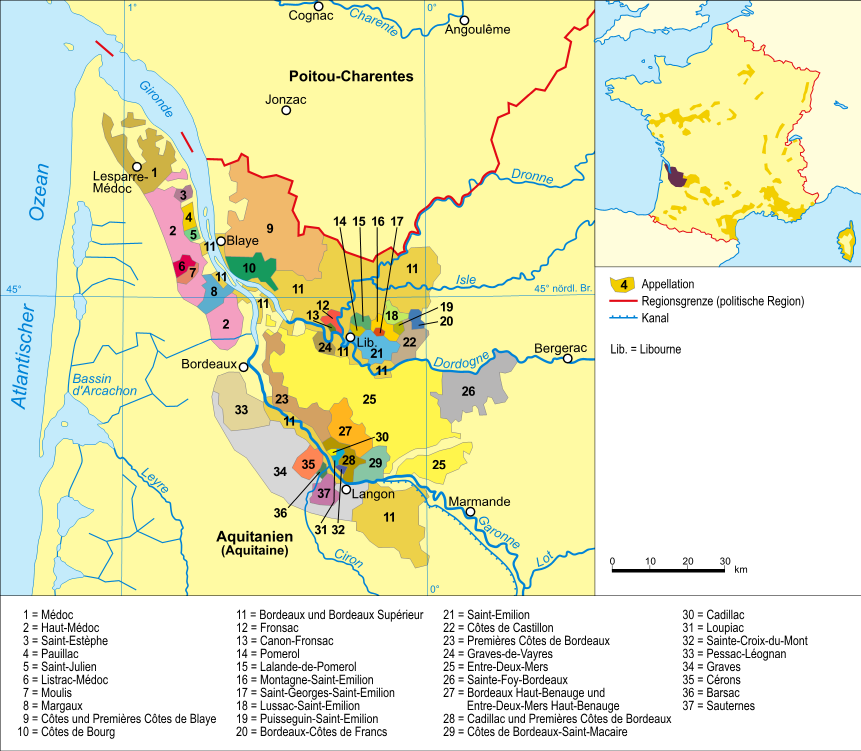
Mapa de les denominacions d'origen de Bordeus.

La regió de Bordeus és llar dels més prestigiosos cellers de vi del món, tot i que només representen el 5% de tota la producció bordelesa. En els darrers temps la quantitat de vinya ha anat baixant, passant de 124.000 hectàrees a mitjans de la dècada del 2000, a 112.000 ha el 2014, conreades per una pagesia viticultora de 6.800 persones, que cada cop treballa per uns preus més ajustats. Hom calcula un volum de negoci de 14.500 milions d'euros. El 90% del vi que s'hi fa és el seu famós vi bordelès negre: que utilitza sobretot les varietats cabernet sauvignon i merlot (també cabernet franc i petit verdot; en menor mesura malbec, i antigament carmenère). Només el 10% del vi és blanc, del qual una quart part és el dolç vi de sauternes fet amb les tradicionals varietats blanques de la zona: sémillon i sauvignon blanc.
El clima de Bordeus és moderat per la influència marítima, que s'escampa per tota la regió gràcies a l'estuari de la Gironda. Sense el rigor d'altres regions franceses de clima més continental, Bordeus no sol patir ni la congelació de l'hivern, ni la gelada negra de la primavera.
La famosa classificació oficial dels vins negres de Bordeus es va establir l'any 1855, però només pels cellers de la riba esquerra, i concretament de la regió del Médoc. Tot i que la seva qualitat és excel·lent, la classificació no s'ha actualitzat mai (amb l'excepció de Mouton) i el món enològic admet que no tothom segueix al mateix nivell; en canvi d'altres que llavors no foren qualificats a la màxima categoria avui sí que ho podrien ser. Menys conegudes són les classificacions que es feren un segle després en d'altres districtes reconeguts pel seu bon vi: Graves el 1953, del qual es va separar la regió de Péssac-Leógnan, i el 1955 el districte de Saint Émilion, classificació que s'actualitza cada dècada. En canvi, el districte de Pomerol no s'ha classificat mai, malgrat la fama dels seus vins.
L'any 2016 es va inaugurar a la ciutat de Bordeus La Cité du Vin. Es tracta d'un centre cultural dedicat al món del vi i a les seves expressions culturals, situat en un edifici obra dels arquitectes Anouk Legendre i Nicolas Desmazières.

## Pastisseria
L'acanalat (canelé) és un pastisset fet segons una fórmula d'origen medieval que es comercialitza com a producte típic de Bordeus.

## Llocs d'interès
- Centre històric i Port de la Lluna, inscrits a la llista de Patrimoni Mundial de la Unesco l'any 2007.[17] L'àrea inscrita inclou, entre altres monumentsː
  - La torre Pey Berland, i la catedral dedicada a sant Andreu.
  - La torre de l'església de Sant Miquel, de 114 metres d'alçada.
  - La porta Cailhau de les antigues muralles medievals de la ciutat i la torre del rellotge de l'antic ajuntament (coneguda com La Gran Campana).

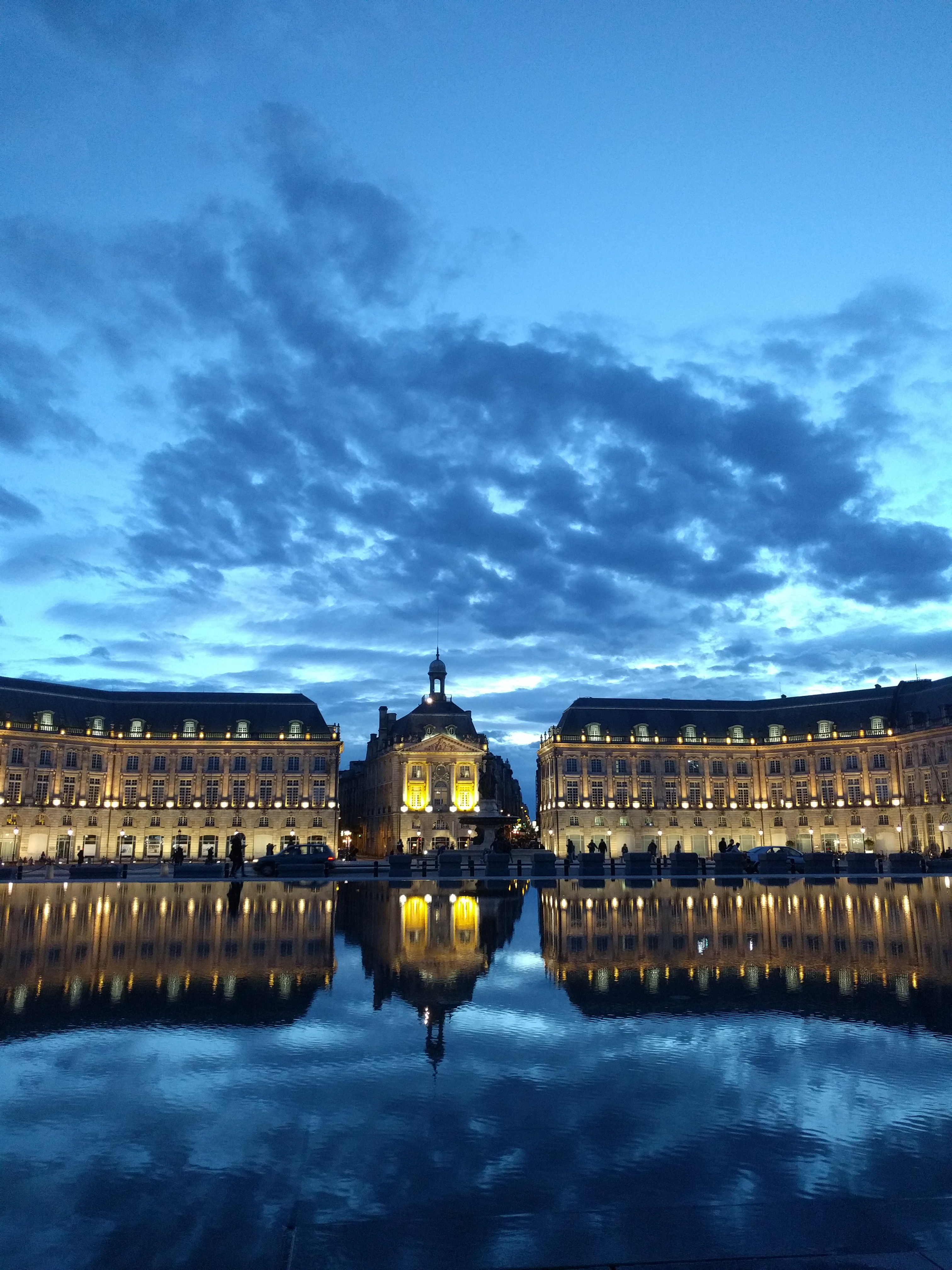
Vista de la Plaça de la Borsa des del Miroir d'eau

  - Vista de la Plaça de la Borsa des del Miroir d'eauLa plaça de la Borsa, obra de l'arquitecte reial Ange-Jacques Gabriel realitzada entre 1730 i 1755, la font de les tres gràcies i el mirall d'aigua concebut per l'arquitecte i paisatgista Michel Corajoud (2006).
  - La Basílica de San Severí, inclosa el lloc Camins de Sant Jaume a França declarat Patrimoni de la Humanitat per la UNESCO.
  - La plaça de la Comédie i el Gran Teatre, que data de la fi del segle xviii.
  - L'esplanada Quinconces (considerada la plaça més gran de França) i el monument als Girondins.
  - Nombrosos "hôtels" particulars, com ara Hotel Rohan (esdevingut seu de l'Ajuntament), Hôtel Acquart, Hôtel Frugès o Hôtel Boyer-Fonfrède.

Altres llocs d'interèsː
- Monument a Francisco de Goya, obra de Marià Benlliure, recordant l'estada del pintor a la ciutat els darrers anys de la seva vida, on va pintar La lletera de Bordeus.

- Sanna, escultura de Jaume Plensa que des del 2013 es troba a la plaça de la Comédie.
- Museus; Museu d'Aquitània (d'història de la ciutat i de la regió),[18] Museu de Belles Arts[19] i CAPC Museu d'Art Contemporani.[20]
- La Cité du Vin, inaugurada l'any 2016.
- A la rodalia de Bordeus, dins de la comuna de Peçac de Bordèu, es troba la Ciutat Frugès, concebuda per Le Corbusier. És un dels projectes d'aquest arquitecte del segle xx inscrits per la Unesco a la llista de Patrimoni Mundial, l'any 2016.[21][22]

## Educació
- E-Artsup
- École nationale supérieure d'électronique, informatique, télécommunications, mathématiques et mécanique de Bordeaux
- École pour l'informatique et les nouvelles technologies
- ESME Sudria
- ISEFAC Bachelor
- ISEG Marketing & Communication School
- Kedge Business School
- Université Bordeaux I

## Fills il·lustres
- Dècim Magne Ausoni, poeta llatí
- Dinami de Bordeus
- Armand de Bordeus
- Elionor d'Aquitània
- Joana de Lestonnac, religiosa fundadora de la Companyia de Maria
- Jean-Jacques Dreuilh (1773-1858), compositor i director d'orquestra
- Jacques Thibaud, violinista que va col·laborar sovint amb Pau Casals
- Odilon Redon, artista simbolista
- Albert Marquet, pintor relacionat amb el fauvisme
- André Lhote, pintor cubista
- Paul Abadie (1783-1868), arquitecte
- François Mauriac (1885-1970), escriptor, Premi Nobel de Literatura de 1952
- Jean Anouilh, escriptor
- Édouard Molinaro, director de cinema
- Miquel Roca i Junyent, polític i advocat català. Va néixer a Bordeus i fou fill de pares exiliats.
- Paulí de Nola, Michel de Montaigne i Montesquieu, qui tenien estrets vincles familiars amb Bordeus tot i que van néixer a la seva rodalia.
- Marc Constantin (1810-1888), compositor musical i chansonier
- Louis Le Comte (1655-1728), missioner jesuïta a la Xina
- Boris Cyrulnik (1937 -), neuròleg i psiquiatre, Premi Renaudot d'assaig de l'any 2008

## Agermanaments
- Bilbao
- Madrid
- Múnic
- Bristol
- Orà
- Ouagadougou
- Los Angeles
- Asdod
- Fukuoka
- Riga
- Bamako
- Casablanca
- Ramallah
- Lima
- Cracòvia
- Porto
- Ciutat de Quebec
- Sant Petersburg
- Wuhan